# Marion-Samuel-Preis

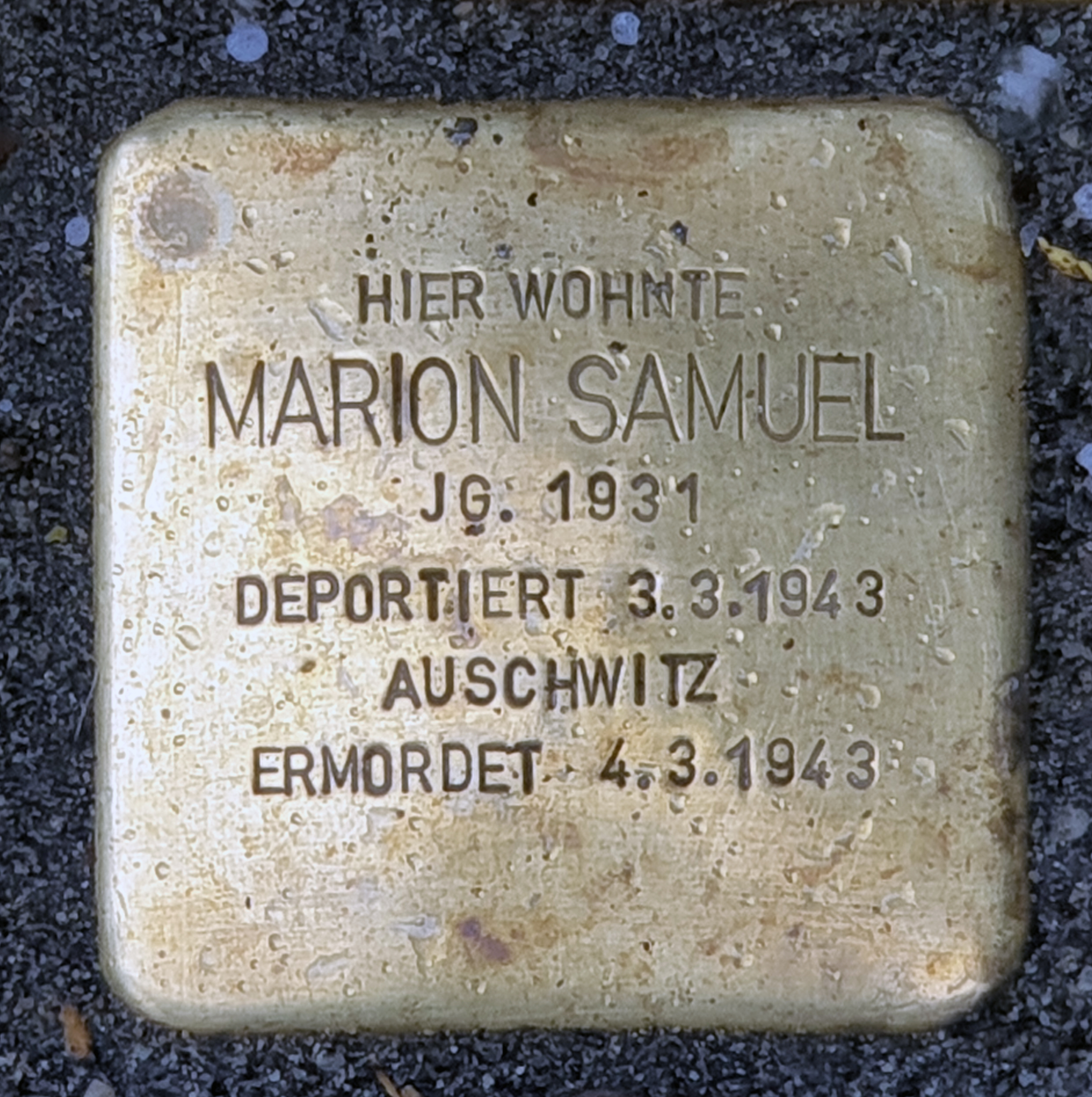
Stolperstein in Berlin-Prenzlauer Berg

Der Marion-Samuel-Preis wird seit 1999 jährlich von der von den Eheleuten Ingrid und Walther Seinsch ins Leben gerufenen Stiftung Erinnerung Lindau an Personen oder Institutionen verliehen, die sich „auf besonders wirkungsvolle Weise gegen das Vergessen, Verdrängen und Relativieren der von Deutschen in der Zeit des Nationalsozialismus begangenen Verbrechen wenden und/oder die wissenschaftliche Aufarbeitung dieser Zeit voranbringen“. Der Preis war ursprünglich mit 25.000 Deutschen Mark und ist aktuell (2025) mit 25.000 Euro dotiert. Erster Preisträger war der Historiker Raul Hilberg.
Als dem Politologen und Publizisten Götz Aly 2003 der Marion-Samuel-Preis für seine Studien zur Vernichtung der europäischen Juden im Zweiten Weltkrieg verliehen wurde, recherchierte er über die Namensgeberin des Preises und legte 2004 die Biografie Im Tunnel. Das kurze Leben der Marion Samuel 1931–1943 vor.
Marion Samuel wurde am 27. Juli 1931 in Arnswalde in Brandenburg geboren und lebte 1939 im Bezirk Prenzlauer Berg in Berlin. Am 3. März 1943 wurde sie nach Auschwitz deportiert und gilt seither als verschollen. Nach dem Wunsch der Stiftung steht Marion Samuel stellvertretend für alle die Menschen, die ihr Schicksal in der Zeit des Nationalsozialismus teilten.

## Ehrung
Am 7. Oktober 2023 wurden vor Marion Samuels ehemaligem Wohnort, Berlin-Prenzlauer Berg, Rhinower Straße 11, Stolpersteine für sie und ihre Familie verlegt.

## Preisträger
- 1999: Raul Hilberg
- 2000: Gerhard Hoch
- 2001: Aktion Sühnezeichen
- 2002: Volker Issmer
- 2003: Götz Aly
- 2004: Wolfgang Palm
- 2005: Michael Verhoeven
- 2006: Michael von Cranach
- 2007: Imre Kertész
- 2008: Ingeborg Hecht-Studniczka
- 2009: Georg-Elser-Initiative München
- 2010: Robert Domes
- 2011: Carl Hanser Verlag
- 2012: Beate Lehr-Metzger
- 2014: Barbara Fenner
- 2015: Wolf Biermann
- 2016: Vladimir Danovsky
- 2017: KONTAKTE-KOHTAKTbI
- 2018: Dokumentarfilmgruppe Rothenburg
- 2019: Ernst W. Klein[4]
- 2021: Angela Bachmair[5]
- 2022: Malte Ludin
- 2024: Daniel Barenboim[6]
- 2025: Volksverpetzer[7]